# بريت راتنر
بريت راتنر (بالإنجليزية: Brett Ratner)‏(ولد في 28 مارس 1969) هو مخرج سينمائي أمريكي.

## حياته
ولد المخرج «بريت راتنر» في ميامي بيتش، وهو الابن الوحيد لأم يهودية. وقد درس في «ميامي بيتش» الثانوية العليا، كما درس في جامعة نيويورك، وأيضا رأس نادي ليو في عام 1986. أما عن مشواره الفني الإنتاجي فقد بدأه منذ عام 1990 عبر الفيلم القصير (مهما حدث لريس ماسون)، وتنوع بين مختلف الأفلام القصيرة والمسلسلات والأفلام العالمية التي كان أبرزها «التنين الأحمر» عام 2002، و«أسوء المديرين» عام 2011.
تاريخ الميلاد: 28 مارس 1969 م، ميامي، فلوريدا، الولايات المتحدة الأمريكية.

## أعماله
- بريزون بريك

## روابط خارجية
- بريت راتنر على موقع IMDb (الإنجليزية)
- بريت راتنر على موقع روتن توميتوز (الإنجليزية)
- بريت راتنر على موقع ألو سيني (الفرنسية)
- بريت راتنر على موقع ميوزك برينز (الإنجليزية)
- بريت راتنر على موقع تيرنر كلاسيك موفيز (الإنجليزية)
- بريت راتنر على موقع أول موفي (الإنجليزية)
- بريت راتنر على موقع بوكس أوفيس موجو (الإنجليزية)
- بريت راتنر على موقع قاعدة بيانات الأفلام السويدية (السويدية)
- بريت راتنر على موقع إن إن دي بي (الإنجليزية)
- بريت راتنر على موقع ديسكوغز (الإنجليزية)